# Tukotuko stokowy
Tukotuko stokowy (Ctenomys scagliai) – gatunek gryzonia z rodziny tukotukowatych (Ctenomyidae). Występuje w Ameryce Południowej, gdzie odgrywa ważną rolę ekologiczną. Siedliska tukotuko stokowego położone są tylko na terenach argentyńskich prowincji Tucumán (Los Cardones –  26°40’S, 65°51’W) na wysokości 2500m n.p.m..